# Dictionnaire Vidal
Pour les articles homonymes, voir Louis Vidal (homonymie) et Vidal.
Le Dictionnaire Vidal (simplement appelé « le Vidal » dans le langage courant) est un ouvrage médical français rassemblant des résumés des caractéristiques du produit de médicaments, et de certains compléments alimentaires aux études cliniques poussées des laboratoires pharmaceutiques. La première édition, intitulée Dictionnaire des spécialités pharmaceutiques, est publiée en 1914.

## Historique
Jusqu'au début du XXe siècle, les médecins prescrivaient des préparations pharmaceutiques magistrales à leurs patients que les pharmaciens ensuite préparaient. Des pharmaciens commencèrent alors à fabriquer à l'avance les préparations les plus courantes, et certains en firent même la publicité dans les journaux ou des revues professionnelles : cela marqua le début de l'industrie pharmaceutique. Louis Vidal (1878-1945), qui n'était ni pharmacien, ni médecin, prit l'initiative de regrouper et d'éditer les fiches pharmacologiques du docteur Perrin de Nancy et de les diffuser directement aux médecins. 
En 1914, il les rassemble toutes dans un premier catalogue intitulé Dictionnaire des spécialités pharmaceutiques, publié par les éditions Vidal et George (situées 123, rue La Fayette à Paris). On y trouve alors 338 produits pharmaceutiques.
Vers 1920, Vidal s'associe avec Dareau pour quelques années, mais rapidement seul le nom de Vidal reste, avec pour éditeur l'Office de vulgarisation pharmaceutique (OVP).
En 1976, le Dictionnaire Vidal est officiellement promu ouvrage de référence en France : la « Commission Alexandre » (du nom du pharmacologue  Jean-Michel Alexandre), créée par Simone Veil, à l'époque ministre française de la Santé, est chargée de réviser et de valider les monographies insérées dans le Vidal.
En 1997 est joint à l'ouvrage un cédérom qui comprend l'information sur le médicament. 
En 1999, la société Vidal ouvre son premier site internet à destination des professionnels de santé, qui sera suivi dix ans plus tard (février 2009) par l'ouverture d'EurekaSanté, site internet d'information médicale destiné au grand public regroupant notamment les fiches sur le médicament issues de l'ouvrage Vidal de la famille.
Le 12 décembre 2008, la Base de données sur le médicament Vidal reçoit l'agrément de la Haute Autorité de santé (HAS),.

## Présentation
Dans ce dictionnaire, les médicaments répertoriés sont triés par ordre alphabétique. Seuls les médicaments commercialisés en France et jugés suffisamment importants par l'industrie pharmaceutique figurent dans le Vidal. L'essor des génériques de ces dernières années a accentué ce phénomène, le Vidal ne contenant que très peu de ces « copies » de médicaments. Ce dictionnaire est renouvelé tous les ans. Ce n'est que l'une des sources d'informations, certainement la plus connue du grand public, concernant les effets secondaires, les contre-indications, etc. Il existe d'autres sources utilisées par les professionnels depuis l'essor de l'informatique de santé et des bases de données électroniques dédiées au médicament : Posos, Thériaque, Thésorimed, BCB (Base Claude Bernard) et VIDAL sont les 5 bases de données sur les médicaments agréées par la Haute Autorité de Santé. Cet agrément permet leur usage au sein des Logiciels certifiés d'Aide à la Prescription (LAP) pour la médecine ambulatoire ou hospitalière ainsi qu'au sein  des Logiciels d'Aide à la Dispensation. En décembre 2024, 43 certificats de Logiciels d'Aide à la Prescription pour la médecine ambulatoire étaient actifs : 25 avec la Base VIDAL et 18 avec BCB.
À chaque médicament est associé une fiche synthétisant les « résumés des caractéristiques du produit » (RCP) publiés par l'Agence nationale de sécurité du médicament et des produits de santé (ANSM).
Le Dictionnaire Vidal, dont le financement est essentiellement assuré par l'industrie pharmaceutique pour l'insertion des RCP, est distribué gracieusement aux médecins du secteur privé et seulement à quelques chefs de service des hôpitaux publics. En 2017, 61.000 exemplaires ont ainsi été adressés nominativement aux médecins français.
L'inscription d'un médicament coûterait entre 10 000 et 15 000 euros par an.

## Contenu
Le contenu est divisé en plusieurs sections.
1. Section bleue : classement alphabétique des médicaments par principe actif.
2. Section jaune : classification des médicaments par famille pharmacothérapeutique.
3. Section rouge : liste des génériques issue du répertoire officiel de l'ANSM (anciennement Afssaps).
4. Section blanche : médicaments regroupés en monographies.
5. Section saumon : produits parapharmaceutiques classés par ordre alphabétique.
6. Section verte : répertoire alphabétique des établissements dont laboratoires pharmaceutiques, parapharmaceutiques, stations thermales, etc.